# 1998 RH80
1998 RH80 är en asteroid i huvudbältet som upptäcktes den 14 september 1998 av LINEAR i Socorro County, New Mexico.
Den tillhör asteroidgruppen Hygiea.